# Otarie de Californie
Zalophus californianus
Espèce
Statut de conservation UICN

 LC  : Préoccupation mineure
Répartition géographique
- colonie de reproduction
- individus isolés

L'Otarie de Californie (Zalophus californianus), aussi appelée Lion de mer de Californie est une grosse otarie, qu'on peut voir notamment dans le port de San Francisco. Elle est en particulier largement utilisée dans les programmes éducatifs, dans les zoos, cirques et parcs d’attractions aquatiques, pour ses capacités de dressage et son agilité.

## Taxinomie
Cette espèce est aujourd’hui considérée comme distincte de l'otarie des Galápagos depuis la publication des données génétiques concernant ces différentes espèces, en 2007.

## Description
Ces otaries présentent un dimorphisme sexuel très marqué : les mâles pèsent trois à quatre fois plus que les femelles et sont 1,2 fois plus grands. Ils ont une crête sagittale très prononcée, absente chez les femelles. Ces différences se remarquent déjà deux semaines après la naissance. Les petits naissent avec un épais duvet brun-noir qui disparaît à la mue, au premier ou au deuxième mois, remplacé par un pelage plus foncé. Puis, vers le quatrième ou le cinquième mois, ils prennent leur pelage définitif. Les mâles adultes sont principalement brun foncé avec une coloration plus claire sur le ventre et les flancs. Les femelles sont brun foncé ou brun roux.
Les mâles adultes peuvent mesurer jusqu’à 2,4 m et peser jusqu’à 390 kg. Les femelles mesurent jusqu’à 2 m pour 110 kg. Une étude sur le long terme (1980-2006) a permis d'observer une longévité moyenne de 17 ans pour les mâles et de 25 ans maximum pour les femelles. La mâchoire du lion de mer est 3 fois plus puissante que celle d'un berger allemand.

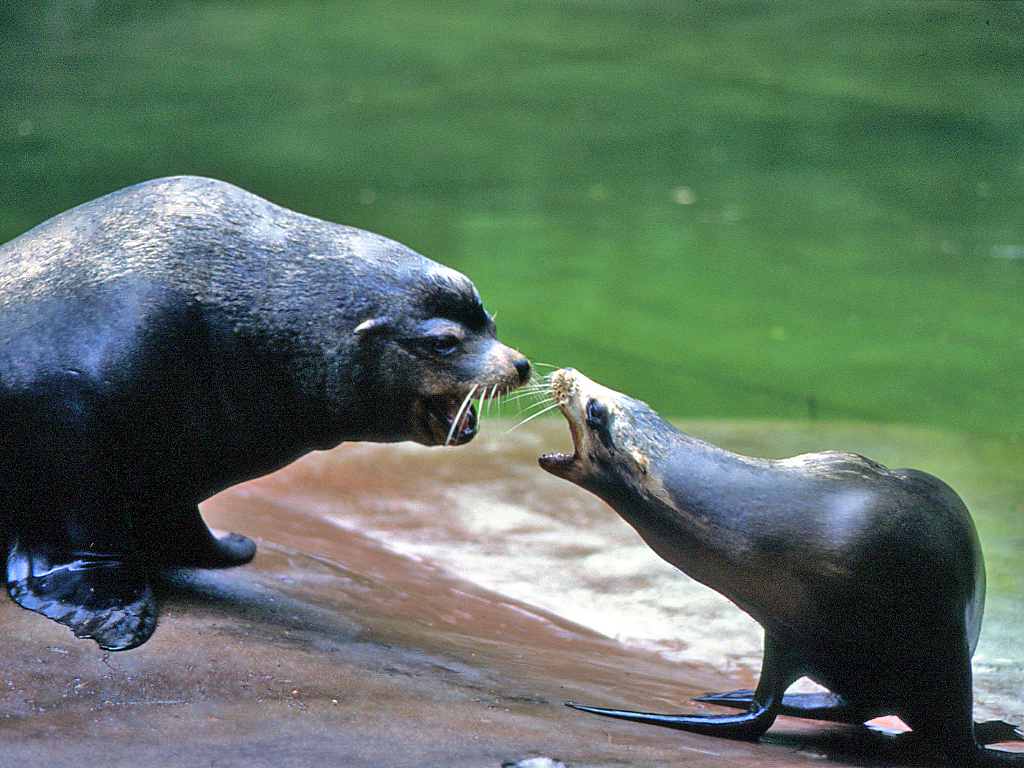
Mâle et femelle.
Une otarie de Californie dans le Scripps Park de La Jolla en Californie.
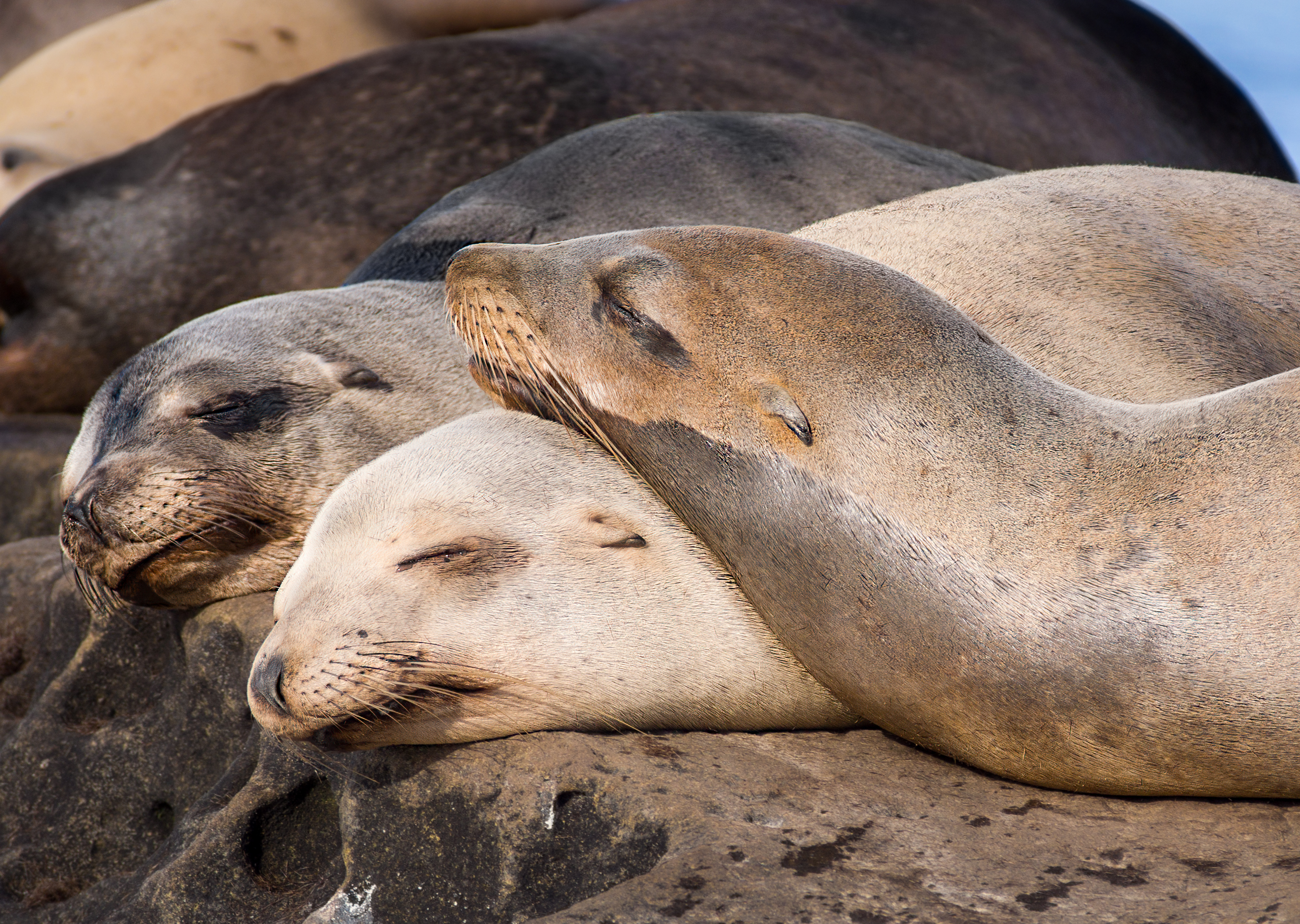
Otaries de Californie à La Jolla Cove.

## Distribution
La zone de reproduction recouvre la côte est de l’Océan Pacifique, depuis le cap de Point Reyes au nord de San Francisco jusqu’à la pointe sud de la péninsule de Basse-Californie ainsi que le golfe de Californie, à l’Ouest du Mexique. Les colonies se rencontrent depuis Los Islotes, deux îlots rocheux situés à 900 m au nord de l’île mexicaine La Partida dans le Golfe de Californie, jusqu’à l’archipel de Channel Islands, au large de Los Angeles. Cette espèce occupe aussi des lieux de repos sur les rivages du Pacifique jusqu’en Oregon et en Colombie britannique, particulièrement en automne et en hiver lorsque les mâles adultes et pré-adultes se déplacent vers le nord. On peut occasionnellement rencontrer des individus errants, au nord jusqu’au golfe d'Alaska et aux îles Aléoutiennes, et au sud jusqu’au Costa Rica.

## Population
L’exploitation intensive de l’espèce au XIXe siècle et au XXe siècle n’a jamais réduit la population d’otaries de Californie dans les proportions dramatiques constatées pour d’autres espèces de pinnipèdes. En 2015 on estimait la population globale à plus de 380 000 individus, ce qui permet de dire que cette espèce n’est pas en danger.

## Reproduction
La maturité sexuelle ne sera pas atteinte avant 3 à 6 ans pour les femelles, 5 à 6 ans pour les mâles. Les femelles ont un petit par an, avec une période de gestation d'environ 11 mois. La période de reproduction va de mai à juillet avec quelques variantes entre la côte californienne et le golfe de Californie. Les mâles sont polygames et défendent leurs territoires aussi bien sur le rivage que dans les eaux peu profondes près du bord, pendant une période pouvant aller jusqu’à 2 mois. Les naissances se produisent majoritairement en mai et juin. Les femelles restent auprès de leur petit pendant les 3 ou 4 premiers jours, la femelle est très protectrice et reste en contact physique avec son petit. Elle le nourrit en permanence pendant huit semaines puis le délaisse pendant une quinzaine de jours pour aller se nourrir en mer.
À la suite de la période de reproduction, beaucoup de mâles adultes et pré-adultes migrent vers le nord jusqu’en Colombie-Britannique. Quelques-uns peuvent même atteindre les îles Aléoutiennes.

## Alimentation
Les otaries de Californie se rencontrent généralement dans les eaux du plateau continental et les régions côtières, baies, ports et embouchures de rivières. En Californie leurs proies principales sont le saumon, le pilchard de Californie, l’anchois de Californie, le merlu du Pacifique Nord, la carangue symétrique (en), le maquereau espagnol, plusieurs espèces de perches de mer, le poulpe rouge du Pacifique Est et l’encornet de Californie.
Dans le golfe de Californie leur alimentation comprend, en plus de la majorité des espèces précédentes, le poisson sabre (Trichiurus lepturus), le pilotin tacheté (en), l’anchois du Pacifique (en), le limbert du Pacifique oriental,.

## Exploitation et commerce
Historiquement les peuples indigènes vivant sur les côtes, au voisinage des colonies d’otaries, ont amplement exploité la ressource que constituaient ces animaux. D’énormes dépôts d’ordures, en Californie du Sud et sur l’archipel de Channel Islands, contenant de nombreux ossements d’otaries et autres pinnipèdes, attestent de l’importance de ces mammifères marins pour la subsistance des populations avant l’arrivée des Européens. Au XIXe siècle et au XXe siècle les otaries furent exploitées massivement pour leur peau et pourchassées par des chasseurs de primes afin de réduire leur impact sur la pêche.

## Menaces
Les conflits avec les professionnels de la pêche ainsi que le braconnage participent à la mortalité de ces mammifères. Mais les épisodes d’El Niño, qui réduisent considérablement les ressources alimentaires des otaries, sont responsables de la mort de nombreux bébés otaries nés durant ces périodes. Cependant les colonies installées dans le golfe de Californie, apparemment protégé de l’influence d’El Niño, semblent ne pas souffrir de ses effets dévastateurs.
Ces animaux sont aussi victimes d’empoisonnements liés aux polluants présents dans leur chaîne alimentaire, DDT et PCB. Ils peuvent aussi être victimes de maladies telles que la leptospirose ou la brucellose, contractées auprès d’animaux terrestres. Enfin, ils sont la proie des requins, des orques, des coyotes et des chiens errants ; ils sont aussi menacés par les requins blanc en fonction de là où ils se trouvent.

## Attractions touristiques
C'est après le tremblement de terre de Loma Prieta en octobre 1989 que des groupes d'otaries de Californie ont élu domicile sur les pontons de Pier 39, une zone très touristique du port de pêche de San Francisco. Début 1990, Les pêcheurs et plaisanciers sont exaspérés par ces nouveaux et encombrants arrivants. Après de multiples débats les autorités décident, sur les recommandations du centre des mammifères marins de San Francisco, de fabriquer quelques pontons flottants dans la marina de Pier 39. Une excellente idée qui permet à des centaines d'otaries de se reposer dans une zone sans prédateur et à des milliers de touristes d'observer ces animaux sauvages à seulement quelques mètres sans les déranger.

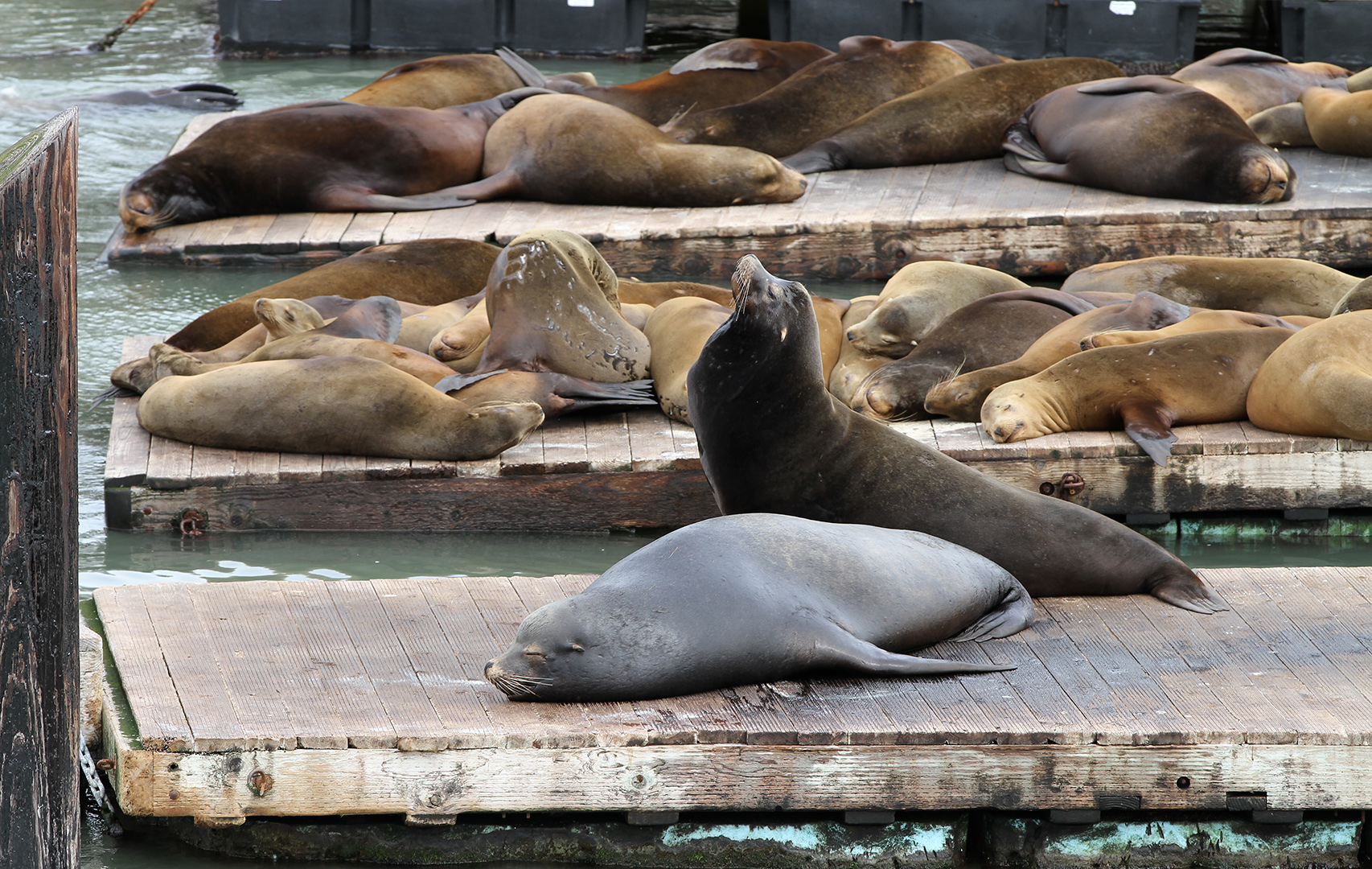
Les pontons de Pier 39 à San Francisco (États-Unis).
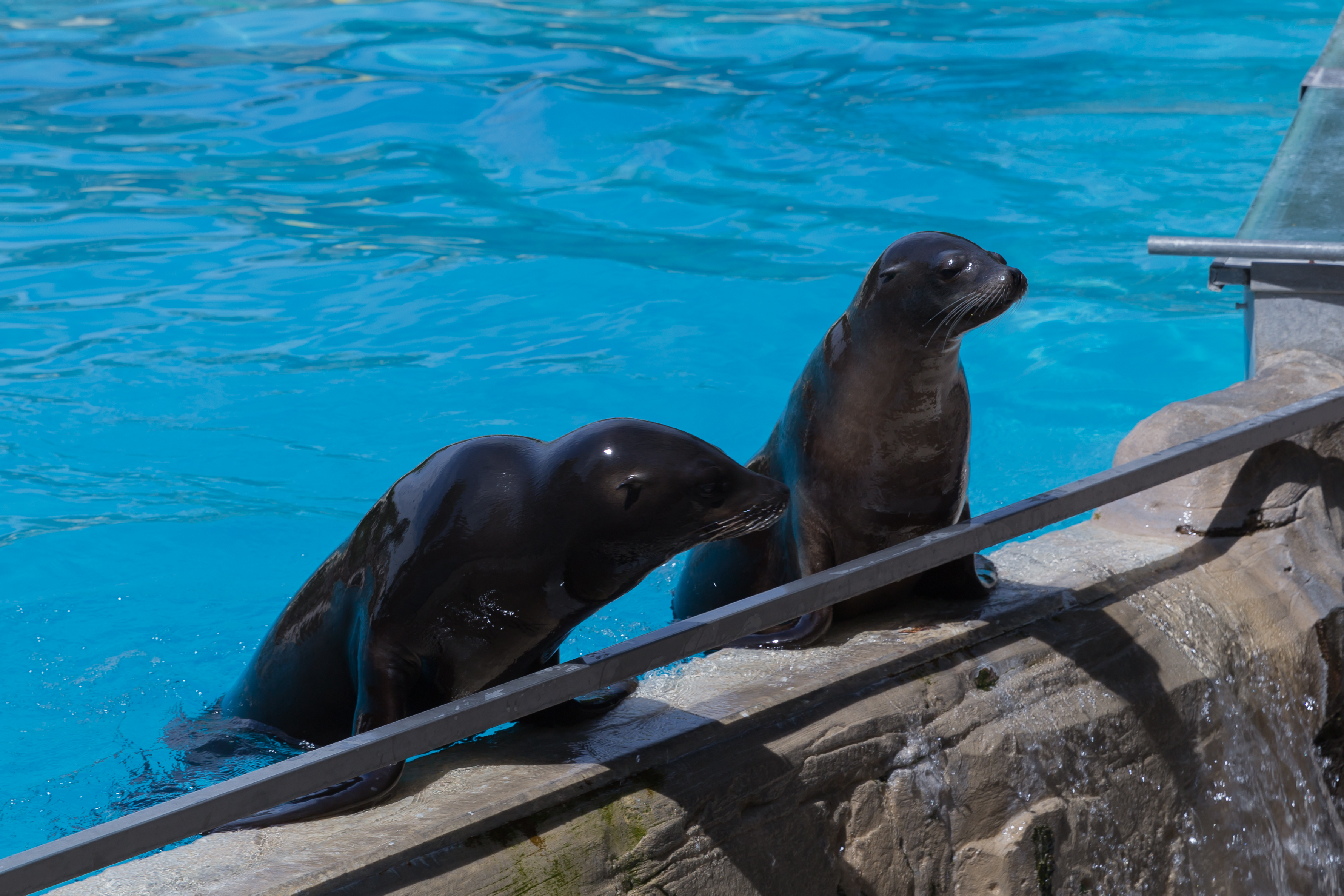
ZooParc de Beauval, Saint-Aignan-sur-Cher (France).